# Петър Петрунов
Петър Николов Петрунов е български офицер, полковник от пехотата, офицер през Сръбско-българската война (1885), командир на 6-и пехотен търновски на Н.В. Цар Фердинанд I полк.

## Биография
Петър Петрунов е роден на 6 декември 1862 г. в Самоков, Османска империя. На 5 октомври 1879 г. постъпва на военна служба. През 1882 г. завършва в 3-ти випуск на Военното на Негово Княжеско Височество училище и на 30 август е произведен в чин подпоручик. На 30 август 1885 г. е произведен в чин поручик, от 1887 г. е капитан, от 1893 г. майор, а от 1901 г. е подполковник. По време на военната си кариера служи в Плевенска № 6 пеша дружина, 1-ви пехотен софийски на Н.В. Княз Александър I полк, във Военното на Негово Княжеско Височество училище и като командир на 6-и пехотен търновски на Н.В. Цар Фердинанд I полк. През 1909 г. като командир на 6-и полк е награден с Възпоменателен кръст „За независимостта на България 1908 година“.
През 1910 г., при раждането на последното им дете умира съпругата му. Полковник Петър Петрунов се самоубива 45 минути след полунощ на 10 юни 1911 г. в къщата си на бул. „Патриарх Евтимий“ №1 в София, след като убива 18-годишната си дъщеря Елена. Наемател в къщата до инцидента на 10 юни е бил поета Димчо Дебелянов.

## Семейство
Полковник Петър Петрунов е женен и има 5 дъщери: Елена, Мара, Надя, Катя и Нора. Негов първи братовчед е полковник Димитър Петрунов.

## Военни звания
- Подпоручик (30 август 1882)
- Поручик (30 август 1885)
- Капитан (1887)
- Майор (1893)
- Подполковник (1901)
- Полковник

## Награди
- Възпоменателен кръст „За независимостта на България 1908 година“ (1909)

## Образование
- Военно на Негово Величество училище (до 1882)